# 裏のオク〜楽オク生活のすすめ〜
裏のオク〜楽オク生活のすすめ〜（うらのオク〜らくオクせいかつのすすめ〜）は、楽天オークションの情報番組。毎週1回の30分番組で、深夜にANN系列東北6県ブロックネットで放送されていた。放送から約4ヶ月で放送を終了した。

## 出演
ゲスト以外のレギュラー出演者（MCやレポーター）は「ゴールドディガーズ」と呼ばれる。
- CUZSICK（仙台在住のラッパー）
- 濱本りか（東日本放送アナウンサー）
- 濱知美（東日本放送アナウンサー）

- 種崎まりえ（MOC所属）
- 内藤淑美（MOC所属）
- 櫻井あみ（仙台SOS所属）

## 出品
出品者は、ゲストとして番組に出演してインタビューを受け、自分の持ち物などをオークションに出品する。1円からスタート。SPAオク以外に出品されたオークション商品の売上金は、国際連合児童基金（ユニセフ）に寄付される。以下、出品者、またはオークション商品を列挙。

### ゴールドコネクション
セレブな人からの出品。
1. 島田亨（株式会社楽天野球団・代表取締役社長）

### ハンタープライス
芸能人やアーティストからの出品。
1. 時東ぁみ
2. 川嶋あい

### オク友
視聴者やお店からの出品。
1. CUZSICK

### SPAオク
東北地方の高級温泉旅館の宿泊券が出品される。
1. 宮城県仙台市・秋保温泉「岩沼屋」（貴賓室）
2. 福島県会津若松市・東山温泉　御宿「東鳳」（貴賓室・ロイヤルビュープラン）

## 放送
東日本放送では、ミニ番組をはさんでローカル番組の「裏影」に続いて放送される。「裏影」には、「裏のオク」に出演しているCUZSICKと東日本放送の女子アナも出演している。東日本放送以外は週遅れで放送。2007年7月からKHBとKFBを除く4局は毎週月曜日放送に変更された。
- 東日本放送（制作局）　毎週木曜24:51〜25:21

- 山形テレビ　毎週月曜25:15〜25:45
- 青森朝日放送　毎週月曜25:40〜26:10
- 秋田朝日放送　毎週月曜25:45〜26:15
- 岩手朝日テレビ　毎週月曜26:40〜27:10
- 福島放送　毎週月曜26:45〜27:15